# Zhoř (Píseki járás)
Zhoř település Csehországban, Píseki járásban. Zhoř Přeborov, Chyšky, Přeštěnice és Milevsko településekkel határos. Lakosainak száma 320 fő (2024. január 1.).

## Népesség
A település lakosságának változását az alábbi diagram mutatja:
| Lakosok száma | 739  | 748  | 665  | 478  | 328  | 290  | 287  | 304  | 310  | 320  |
|               | 1869 | 1890 | 1921 | 1950 | 1980 | 2001 | 2017 | 2019 | 2022 | 2024 |